# Beethoven era per un sedicesimo nero
Beethoven era per un sedicesimo nero è una raccolta di racconti di Nadine Gordimer pubblicata nel 2007, contenente 13 brevi narrazioni slegate tra loro e scritte tra il 2002 ed il 2007.

## Racconti
- Beethoven era per un sedicesimo nero
- La lunghezza della solitudine
- Sognando i morti
- Una donna frivola
- Gregor
- Procedure di sicurezza
- Madrelingua
- Allesverloren
- Storia
- Un beneficiario
- Il primo senso
- Il secondo senso
- Il terzo senso

## Edizioni
- Nadine Gordimer, Beethoven era per un sedicesimo nero , Feltrinelli, 2008, 2010,  p. 192, ISBN 978-88-07-72173-1.